# Kumán
Kumán (szerbül Кумане / Kumane) település Szerbiában, a Vajdaságban, a Közép-bánsági körzetben, Törökbecse községben.

## Fekvése
Nagybecskerektől északnyugatra, Törökbecse, Tiszatarrós és Melence közt fekvő település.

## Története
Kumán-ról az első adatok a középkorból maradtak fenn. A település átvészelte a török hódoltságot is, nem néptelenedett el ekkor sem.
1717-ben a becskereki kerülethez tartozott, ekkor 13 házat írtak itt össze. A Mercy-féle térképen Kuman néven az elpusztult helységek között sorolták fel.
1750-ben a délmagyarországi kincstári puszták bérlő-társasága bérelte.
1752-ben szerb határőrök költöztek ide a tisza-marosi katonai határőrvidékről és század-székhely lett. 1774-ben a Nagykikindai kerülethez csatolták. 1775-1778 között szerb lakosai közül 36 család az éppen alakuló dunai Határőrvidékre vándorolt ki, 1788-ban pedig a török háború kitörése után a Balkánról menekülő családok közül 18 szerb család telepedett le itt.
1817-ben, a kikindai szabad kerület községeivel együtt kiváltságlevelet nyert.
1818-ban a kamara volt a helység földesura. 1876-ban Torontál vármegyéhez csatolták. 1854-ben a község fele egy nagy tűzvészben leégett.
1873-ban pedig lakosai közül sokan haltak el kolerában.
1910-ben 6136 lakosából 150 magyar, 5913 szerb volt. Ebből 173 római katolikus, 5939 görögkeleti ortodox volt.
A trianoni békeszerződés előtt Torontál vármegye Törökbecsei járásához tartozott.

## Népesség

### Demográfiai változások
| 1948 | 1953 | 1961 | 1971 | 1981 | 1991 | 2002 | 2011 |
| ---- | ---- | ---- | ---- | ---- | ---- | ---- | ---- |
| 5201 | 5288 | 5233 | 4778 | 4321 | 4068 | 3814 | 3284 |

## Nevezetességek
- Görögkeleti temploma - 1823-ban épült

## Források

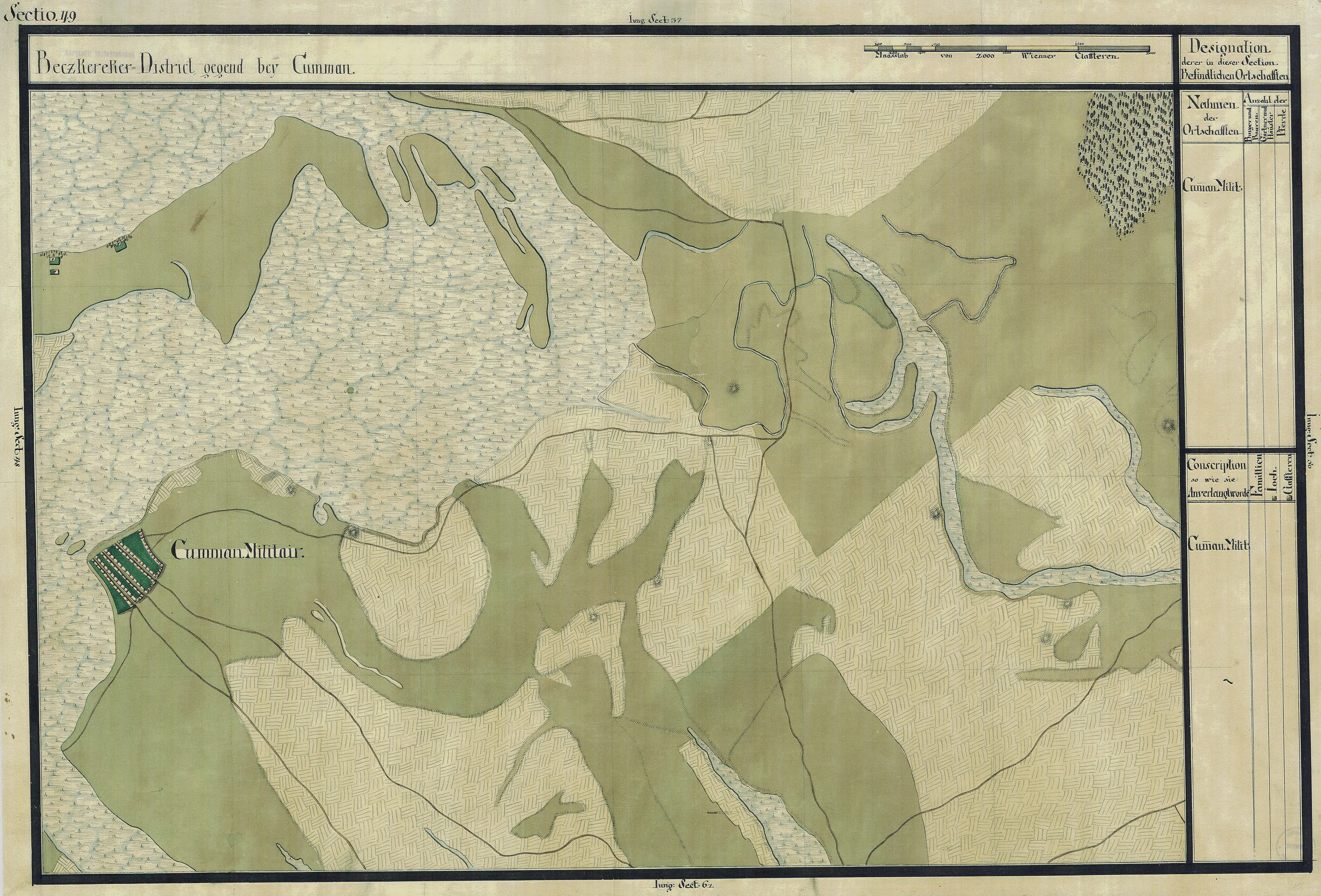
Kumán egy régi térképen